# شهرستان بیوکانان (ویرجینیا)
شهرستان بیوکانان، ویرجینیا (به انگلیسی: Buchanan County, Virginia) یک سکونتگاه مسکونی در ایالات متحده آمریکا است که در ویرجینیا واقع شده‌است.

## خصوصیات
شهرستان بیوکانان ۱٬۳۰۵٫۳۶ کیلومترمربع مساحت دارد.